# だから涙と呼ばないで
「だから涙と呼ばないで」（だからなみだとよばないで）は、CoCoの9枚目のシングル。1992年4月17日にポニーキャニオンから発売された。なお、本作を最後に瀬能あづさが脱退し、5人のCoCoとしては最後のシングルとなった。

## 解説
- タイトルも含めて、歌詞には卒業する瀬能を送り出すようなフレーズが多く使われている。
- 発売時には未公表であったが、『SOUND ARENA』（フジテレビ系）で卒業が発表されるとこの曲を涙ながらに披露。グループ5人としての最後のテレビ出演となった。
- 上記のように瀬能卒業の意味合いが強く、4人となった後のコンサートではシングル曲としては歌われる回数が限られた。また『アイドルオンステージ』でも披露していない。

## 収録曲
（全作詞：森本抄夜子／編曲：亀田誠治）
1. だから涙と呼ばないで [4:03]
作曲：羽田一郎
2. 黄昏通信〜たそがれどきに想ってる [3:47]
作曲：山口美央子
3. だから涙と呼ばないで（オリジナル・カラオケ）
4. 黄昏通信〜たそがれどきに想ってる（オリジナル・カラオケ）